# Moderna Oikogeneia
Moderna Oikogeneia (in caratteri ellenici Μοντέρνα Οικογένεια) è una serie televisiva greca creata da Christopher Lloyd e Steven Levitan e prodotta dalla 20th Century Fox Television trasmessa tra il 2014 e il 2015 su Mega Channel.
Si tratta di un remake della sitcom statunitense Modern Family. La trasposizione delle sceneggiature originali è stata curata da Apostolos Tsaousoglou, mentre la regia, durante la prima stagione, è stata guidata da Pierros Andrakakos.

## Personaggi e interpreti
- Takis Stavridis, interpretato da Antōnīs Kafetzopoulos.
È il patriarca della famiglia.
- Carmen, interpretata da Klelia Renesi.
È la giovane seconda moglie di Takis.
- Diego Koklas, interpretato da Alkis Pantazopoulos.
È il figlio avuto da Carmen durante il suo primo matrimonio.
- Faye Chatzopoulou, interpretata da Zeta Douka.
È la figlia maggiore di Takis.
- Philippos Chatzopoulou, interpretato da Kostas Koklas.
È il marito di Faye, agente immobiliare.
- Danai, interpretata da Konstantina Metaxa.
È la figlia più grande di Faye e Philoppos.
- Alexandra, interpretata da Maria Pateli.
È la secondogenita di Faye e Philoppos.
- Panos, interpretato da Petros Zabakas.
È il figlio più piccolo di Faye e Philoppos.
- Dimitris, interpretato da Dimitris Makalias.
È il figlio omosessuale di Takis.
- Labros Linardatos, interpretato da Giorgos Tzavaras.
È il compagno di Dimitris.
- Lilly, interpretata da Danai Laopodi e Stefania Raftopoulou.
È la bambina adottata di Dimitris e Labros.
- Petros, interpretato da Nicolas Bravos.
È il fidanzato di Danai.